# 니코 휠켄베르크
니코 휠켄베르크(Nico Hülkenberg, 1987년 8월 19일 ~ )는 독일의 자동차 경주 선수이다. 포뮬러 원에서 자우버 소속으로 출전하고 있으며, 2015년 르망 24시 내구 레이스에서 포르셰 소속으로 우승했다.
1987년 에미리히암라인에서 태어났다. 10세부터 카트 레이싱을 시작해 2005년 주니어 포뮬러를 졸업하고 그해 포뮬러 BMW ADAC를 우승했다. 2006~2007년 A1 그랑프리 시리즈를 우승했으며, 2009년 ART 그랑프리 소속으로 GP2 시리즈에 출전해 데뷔 시즌에 챔피언십을 우승하여 니코 로스베르크와 루이스 해밀턴에 이어 GP2, 포뮬러 2 데뷔 시즌에 우승을 달성한 세번째 드라이버가 되었다.
2007년부터 2009년까지 시험주행 드라이버를 거쳐 2010년 윌리엄스와 계약하고 2010년 바레인 그랑프리에서 포뮬러 원에 데뷔했다. 2010년 브라질 그랑프리에서 첫 폴 포지션을 달성했으나 시즌 말에 파스토르 말도나도에게 시트를 내주었다. 2011년 포스 인디아의 예비 드라이버가 되었으며 2012년에 주전으로 출전하였다. 2013년 자우버, 2014년 다시 포스 인디아로 돌아와 세르히오 페레즈의 팀 메이트로 출전했다. 2017년 르노로 옮겼으며, 2020년 에스테반 오콘으로 교체된 후 2020년부터 2022년까지 기존 포스 인디아인 레이싱 포인트의 예비 드라이버로 있었다. 2020년 페레즈와 랜스 스트롤 대신 세 번 경기에 출장했으며, 2022년 제바스티안 페텔을 대신해 두 번 출장했다. 2023년 시즌 케빈 마그누센과 함께 하스 F1에서 주전으로 복귀했다. 2025년에 다시 자우버로 돌아왔다.
2025년 영국 그랑프리에서 생애 첫 포디움을 달성했다. 포뮬러 원에서 2회의 패스티스트 랩, 1회의 폴 포지션을 기록했으며, 포디엄 달성까지 최다 출발(239회) 기록을 보유하고 있다.